# Selçuklu
Selçuklu là một huyện thuộc tỉnh Konya, Thổ Nhĩ Kỳ. Huyện có diện tích 1836 km² và dân số thời điểm năm 2007 là 466233 người, mật độ 254 người/km².